# Under-the-Rim Trail
L'Under-the-Rim Trail est un sentier de randonnée américain situé dans les comtés de Garfield et Kane, dans l'Utah. Protégé au sein du parc national de Bryce Canyon, il est inscrit au Registre national des lieux historiques depuis le 25 avril 1995.